# Jarnes Faust
Jarnes Faust (* 26. August 2004 in Itzehoe) ist ein deutscher Handballspieler. Er spielt auf der Position Rechtsaußen.

## Karriere

### Im Verein
Jarnes Faust spielte in der Jugend bei der HSG Kremperheide-Münsterdorf, bevor er 2020 zur Jugend des THW Kiel wechselte, wo er in der U-19- und der U-23-Mannschaft spielt.
Am 12. Juni 2022 debütierte Faust am letzten Spieltag der Saison 2021/22 in der Bundesligamannschaft des THW Kiel. Er wurde aufgrund der Verletzungen von Niclas Ekberg und Sven Ehrig kurzfristig von Trainer Filip Jícha für das Spiel gegen Frisch Auf Göppingen nominiert. Faust erzielte beim 42:35-Heimsieg der Kieler sieben Tore und war damit nach Patrick Wiencek und Miha Zarabec (jeweils acht Treffer) dritterfolgreichster Torschütze der Zebras. Mit 17 Jahren und 290 Tagen wurde er dadurch zum jüngsten Kieler Torschützen in der Bundesligageschichte. Dieser Altersrekord wurde im April 2024 von Ben Szilágyi unterboten. In der Saison 2022/23 kam er nach einer Kreuzbandverletzung nicht bei den Profis zum Einsatz. Mit dem THW gewann er den DHB-Supercup 2023. Im September 2023 unterzeichnete er seinen ersten Profivertrag, der bis Sommer 2024 gültig war. Zur Saison 2024/25 wechselte Faust zum TBV Lemgo.

### In Auswahlmannschaften
Faust gab im Juni 2021 bei den Ruhr Games sein Debüt für die deutsche Jugendnationalmannschaft. Bei der U18-Europameisterschaft 2022 belegte er mit der deutschen Mannschaft den dritten Platz.